# Kênh Ba Thê
Kênh Ba Thê là một con sông đổ ra Sông Hậu. Sông có chiều dài 57 km và diện tích lưu vực là km². Kênh Ba Thê chảy qua các tỉnh Kiên Giang, An Giang.